# Szojuz–9
A Szojuz–9 (oroszul: Союз 9) a szovjet Szojuz 7K–OK típusú űrhajó utolsó repülése volt 1970-ben.

## Küldetés
A program célja az ember hosszú távú űrrepülésének előkészítése, helyszíni tanulmányozása, népgazdasági és tudományos célú megfigyelések és mérések végrehajtása. Az emberi szervezet súlytalanságtűrő képességének állandó vizsgálata (2,5 hetes küldetés) mellett navigációs méréseket, felső-légköri, meteorológiai, csillagászatai méréseket, megfigyeléseket végeztek.

## Jellemzői
1970. június 1-jén a Bajkonuri űrrepülőtér indítóállomásról egy Szojuz hordozórakéta (11А511) juttatta Föld körüli, közeli körpályára. Az orbitális egység pályája 88.5 perces, 51.6 fokos hajlásszögű, elliptikus pálya-perigeuma 176 kilométer, apogeuma 227 kilométer volt. Az alacsony földközeli pozíció miatt több pályamódosító manővert kellett végrehajtani. Hasznos tömege 6590 kilogramm. Az űrhajó napelemek nélkül, kémiai akkumulátorokkal 14 napos program végrehajtására volt alkalmas. Összesen 17 napot, 16 órát, 58 percet és 55 másodpercet töltött a világűrben. Összesen 288 alkalommal kerülte meg a Földet.
Szerkezeti felépítése a Szojuz–6 űrhajótól kisebb módosításokkal tért el. Az orbitális kabinban víz- és ételtartalékokat helyeztek el, itt voltak a tisztálkodáshoz szükséges felszerelések, ágyak, hálózsákok. Itt szerelték fel az edzéshez (kondíciós tornához) szükséges eszközöket, különféle rögzítőket. Az űrhajó kabinjában a földihez hasonló mikroklímát alakítottak ki.
Július 19-én a 288. fordulatban belépett a légkörbe, hagyományos leszállási technikával – ejtőernyős leereszkedés – Karagandi városától 75 kilométerre nyugatra érkezett vissza a Földre.
Az űrhajósoknak három hét kellett a földi körülményekhez való alkalmazkodáshoz. Az űrrepülés tapasztalatai megnyitotta az utat a hosszabb idejű Föld körüli űrállomás, a (Szaljut–1) üzembe helyezése előtt.

## Személyzet
- Andrijan Nyikolajev űrhajós parancsnok
- Vitalij Szevasztyjanov fedélzeti mérnök

## Tartalék személyzet
- Anatolij Vasziljevics Filipcsenko az űrhajó parancsnok
- Georgij Mihajlovics Grecsko fedélzeti mérnök-pilóta

## Külső hivatkozások
- Szojuz–9. lib.cas.cz. [2013. október 13-i dátummal az eredetiből archiválva]. (Hozzáférés: 2013. február 25.)
- Szojuz–9. astronautix.com. (Hozzáférés: 2013. február 25.)
- Szojuz–9. kursknet.ru. [2015. október 17-i dátummal az eredetiből archiválva]. (Hozzáférés: 2013. február 25.)
- Szojuz–9. energia.ru. [2020. október 1-i dátummal az eredetiből archiválva]. (Hozzáférés: 2013. február 25.)
- Szojuz–9. svengrahn.pp.se. (Hozzáférés: 2013. február 25.)

| Elődje: Szojuz–8 | Szojuz-program 1967–1981 | Utódja: Szojuz–10 |